# De Havilland DH.86
Le de Havilland DH.86, parfois aussi appelé de Havilland DH.86 Express est un avion de ligne et de transport léger biplan britannique des années 1930. Il a également servi durant la Seconde Guerre mondiale sous les couleurs de Royal Air Force. Il fut le premier avion quadrimoteur développé par de Havilland.

## Historique

### Développement
En 1933, la compagnie aérienne australienne Qantas fit savoir à de Havilland qu'elle recherchait un avion sûr capable de réaliser des vols commerciaux entre Singapour et le nord du pays. Le cahier des charges prévoyait que l'avion en question soit multimoteur et rustique. Le constructeur prit alors la décision d'appuyer son design sur celui du DH.84 bimoteur mais en le transformant en quadrimoteur.
Le nouvel avion reçut la désignation de DH.86 et fut rapidement assemblé. La motorisation retenue tournait autour du de Havilland Gipsy Six de 200 chevaux, un moteur en ligne jugé sûr et peu gourmand. En fait, ce DH.86 se présentait comme une version à quatre moteurs du Dragon. Conçu pour des liaisons aériennes relativement courtes, il avait également la particularité d'être un des premiers avions de ligne à cockpit monoplace fermé.
Le prototype de l'avion réalisa son premier vol le 14 janvier 1934, tandis que l'usinage de l'avion intervint dès le printemps de cette même année. En fait, quasiment rien ne différenciait le prototype des premiers avions de série.
L'année suivante apparu le DH.86A qui disposait de réservoirs de carburant améliorés, et donc d'une allonge en termes de rayon d'action de l'ordre de 10 %. Il fut suivi quelques mois plus tard par le DH.86B qui s'identifiait au premier coup d'œil par ses petits empennages annexes installés aux saumons des plans horizontaux de gouverne. En 1937 plusieurs DH.86A furent transformés en DH.86B pour les besoins d'Imperial Airways.
Malgré des qualités indéniables l'avion n'eut pas le succès escompté, en partie à cause de l'existence d'avions plus modernes comme les Boeing 247 et Douglas DC-2 américains bien plus confortables et sûrs, mais surtout monoplans à une époque où le biplan représentait déjà le passé.

### En service

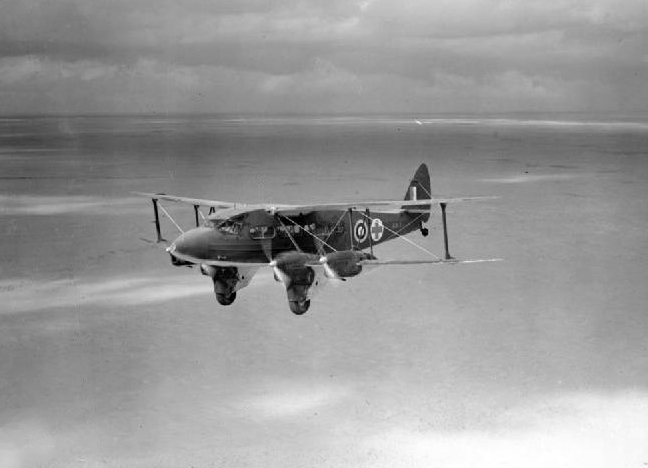
De Havilland DH.86 sanitaire australien.

#### Dans l'aviation civile
Outre Qantas, le de Havilland DH.86 vola au sein de plusieurs compagnies britanniques, mais aussi étrangères, principalement en Australie et en Nouvelle-Zélande. Dans ces pays, cette machine était considérée bien plus comme un avion de brousse que comme un avion de ligne. Sa robustesse et ses qualités de vol attirèrent néanmoins des compagnies qui n'avaient pas les moyens d'investir dans des machines plus modernes.

#### Durant la Seconde Guerre mondiale
Lorsqu'en 1939, la Seconde Guerre mondiale fut déclenchée le Royaume-Uni mais aussi ses deux alliés naturels l'Australie et la Nouvelle-Zélande procédèrent à des réquisitions d'aéronefs de soutien, et notamment de transport. C'est ainsi que respectivement la RAF, la RAAF, et la RNZAF reçurent plusieurs DH.86 civils dans leurs rangs. Dans la RAF ils furent principalement utilisés tout d'abord comme avions de liaisons, puis d'évacuation sanitaire, frappé dans ce cas là d'une croix-rouge sur leur fuselage à côté de la cocarde britannique. Certains de ces avions furent même utilisés en Afrique du Nord et pendant l'opération Overlord. Lorsque les îles Anglo-Normandes tombèrent aux mains des Allemands en 1940 un DH.86A se trouvait à Jersey. Cet avion réussit néanmoins à quitter l'île et à rejoindre l'Angleterre.

#### Utilisateurs

##### Utilisateurs civils

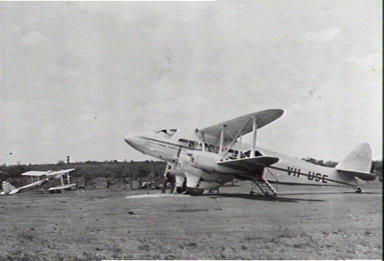
DH.86 australien de la compagnie Qantas.

- Australie
  - Holyman's Airways
  - MacRobertson Miller Airlines
  - Qantas
- Égypte
  - MisrAir
- Irlande
  - Aer Lingus
- Nouvelle-Zélande
  - National Airways
  - Union Airways of New Zealand
- Royaume-Uni
  - Bond Air Service
  - Imperial Airways
  - Jersey Airways
  - Railway Air Service

##### Utilisateurs militaires
- Australie
  - Royal Australian Air Force
- Nouvelle-Zélande
  - Royal New Zealand Air Force
- Royaume-Uni
  - Royal Air Force

## Aspects techniques

### Descriptions
Le de Havilland DH.86 se présente sous la forme d'un biplan quadrimoteur léger construit quasi entièrement en bois. Sa motorisation est assurée par quatre de Havilland Gipsy Six en ligne de 200 ch chacun actionnant des hélices bipales en métal. La cabine permet l'accueil de dix passagers tandis qu'un unique pilote est nécessaire. Le train d'atterrissage classique fixe possède des jambes carénées.

### Versions
- de Havilland DH.86 : Désignation portée par le prototype et les 32 premiers exemplaires de série.
- de Havilland DH.86A : Désignation portée par les vingt exemplaires de la deuxième série, disposant de quelques améliorations.
- de Havilland DH.86B : Désignation portée par les dix exemplaires de la troisième série, disposant eux aussi de quelques améliorations.

### Développement liés
- De Havilland DH.89 Dragon Rapide.